# Lese (peuple)
Pour les articles homonymes, voir Lese.
Les Lese sont une population d'Afrique centrale vivant en République démocratique du Congo et en Ouganda. 

## Ethnonymie
Selon les sources et le contexte, on observe quelques variantes : Balesa, Balese, Balissi, Lesa, Leses, Lessé, Lissi, Walese, Walisi.

## Langues
Ils parlent le lese, une langue soudanique centrale, dont le nombre de locuteurs était d'environ 50 000 en RDC en 1991. Le swahili congolais et le bangala sont également utilisés.